# 池田貴族
池田 貴族（いけだ きぞく、本名：池田 貴、1963年〈昭和38年〉5月8日 - 1999年〈平成11年〉12月25日）は日本の歌手、評論家、作家、心霊研究家。
愛知県名古屋市出身。愛知県立千種高等学校卒業。1989年よりTBS系バラエティ番組『平成名物TV』内の1コーナー「三宅裕司のいかすバンド天国」に出演して脚光を浴び、翌1990年にロックバンドであるremoteのボーカリストとしてシングル「NO!」でデビュー。音楽関連以外にも心霊研究家として、テレビ番組出演や書籍の出版、CDやビデオ制作などの活動を行う。
所属事務所はホリプロ。血液型はAB型。中日ドラゴンズのファンであり、『機動戦士ガンダム』シリーズのファンでもあった。晩年は肝細胞癌のため数回に亘る手術を行っており、癌との闘病を記した書籍を上梓している。娘はインディーズ歌手の池田美夕。

## 略歴

### 生い立ち
1963年5月8日、愛知県名古屋市にて誕生。母親曰く池田はかなりの難産であり、誕生の直後に全く泣かなかったため慌てた助産婦が足を持って逆さに吊るし、臀部を叩いたところやっと泣き始めたという。池田は両親の長男として誕生、母親には過去に妊娠の経験があったが子宝には恵まれなかった。池田は貴（たかし）と名付けられ本名は池田貴（いけだたかし）となったが、池田自身は「貴」という名前を嫌悪していたと述べている。珍しく、生まれた時から歯が二本生えている状態であった。池田の誕生から2年後に弟が誕生し、池田が3歳、弟が1歳の時に一家は名古屋市千種区にある市営団地に転居することとなった。
幼少期から池田は左利きであり、幼稚園に入園すると幼稚園教員から右利きに直すよう指導されたが、池田は全く耳を貸さずさらに母親も教員に利き手のことには口を出さないよう要請したため左利きのままとなった。池田はおゆうぎ会などにも子供ながらに批判的な考えを持っており、他の園児が象の動きを真似している時に一人だけとんびの動きを真似するなど目立ちたがりな一面を覗かせていた。

### 少年期の怪奇体験
1968年夏、池田の母親はとある新聞の「飛騨川でバス事故。100人遭難」という記事を発見。同記事は1968年8月18日に発生した飛騨川バス転落事故を報じたものであり、最終的に104人が死亡するバス事故史上稀にみる大惨事となった。このバスツアーは池田の母が勤務していた生命保険会社が主催したものであり、同ツアーには池田一家も参加する予定であった上に、谷底に転落したバスは池田一家が乗る予定であったという。しかし池田の母親はツアーへの参加を家族にも内密で拒否、結果として事故に巻き込まれずに済んだが池田の母親は後になって拒否した理由を「とにかくイヤな予感がした」「絶対、行かないほうがいいと思った」と述べたという。池田の母親はこれ以外にも交通事故を瞬間移動によって回避、ダンプカーの下敷きになったものの無傷、名古屋駅前を歩いていた際に意味もなく立ち止まった瞬間に1メートルほど前方に人が落ちてくるなどの不思議な現象を経験していたと池田は述べている。
池田が小学校3年生の時、祖父が胃癌で他界。祖父は療養のため長らく入院生活を送っていたが、看病疲れになっていた祖母を休ませるために池田の両親とともに3人で帰宅、しかしその直後に池田の母親は「病院に戻らなきゃ」と強く主張、三人で病院に戻ると昏睡状態であった祖父が目を開け家族に向けて笑顔を浮かべ、その後静かに息を引き取った。その後池田の自宅では夜中に家族以外の何者かの足音が聞こえることや、水道の蛇口をひねって水が流れる音、トイレの水を流す音が聞こえるなどの怪奇現象が起きるようになった。池田にとってこの出来事が心霊現象の原体験となり、心霊関連の書籍などを愛読し傾倒していくようになったと述べている。
また上記の体験からおよそ10年後の高校在学中に、父親の意向により反対する母親の意見を押し切る形で一戸建てに引っ越したところ、三か月ほど経過した頃に父親が会社でトラブルを抱えるようになり、遂には会社を退職することとなる。さらに、弟は病気になり、家族間の関係が悪化し喧嘩が絶えない状態となった。その他、池田が友人を招き麻雀を行っていたところ、友人の一人が開いている部屋のドアに透けている見知らぬ初老の女性が立っていると指摘、池田にもその女性が見え全員がパニックに陥り友人たちは帰宅、後に母親と弟から同様の人物を目撃したとの証言を得ることとなった。その後の調査でその一戸建ては池を埋め立てて整地された土地であったことが発覚、池田一家は家を売り払いマンションへと転居することになり、転居先では家族間の不和が解消されたと述べている。また、この出来事が池田にとって初めて霊を目撃した体験となった。さらに、この出来事の後に池田の父親は真言密教の僧侶になっている。

### 学生時代の音楽活動

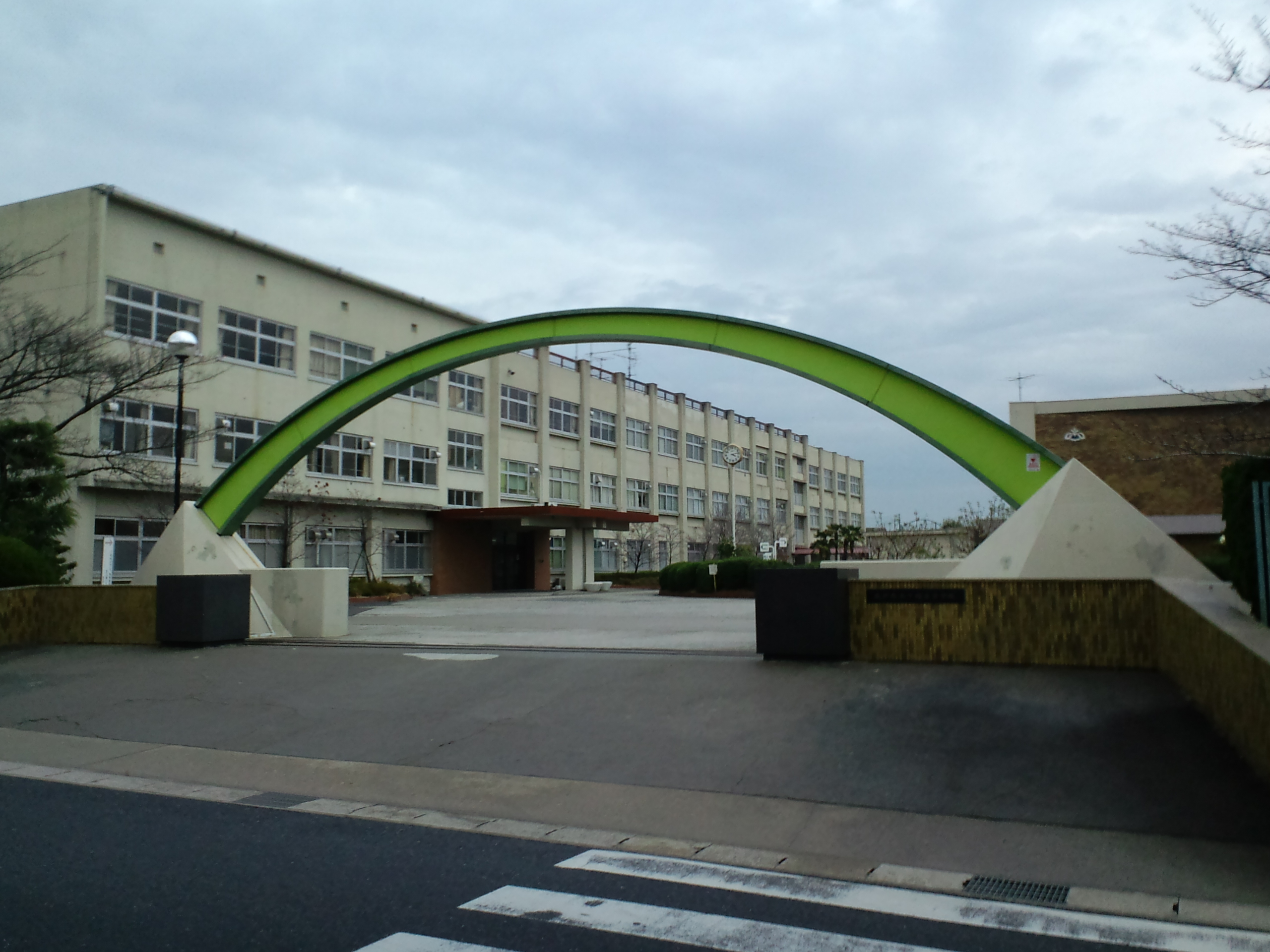
池田が在籍していた愛知県立千種高等学校

小学校時代にフジテレビ系トーク番組『スター千一夜』（1959年 - 1981年）を視聴したことを切っ掛けとして、歌謡アイドルグループであるフィンガー5の大ファンとなる。フィンガー5のレコードを購入し、生まれて初めてのコンサート観覧もフィンガー5となり、池田は歌と踊りをマスターするために日々練習に明け暮れることとなった。学校で開催されたお楽しみ会において池田はフィンガー5の曲を歌唱し、ライバルとなった女子グループを破って勝利したことから歌に自信を持つようになり、後にミュージシャンを志す切っ掛けになった。名古屋市立若水中学校に入学した池田は、小学校時代に携わっていた野球部かサッカー部に入部を希望していたが、同校にはどちらもなかったために陸上部に入部することになった。陸上部に入部してから半月も経過していないころ、部の先輩がカーペンターズの「イエスタデイ・ワンス・モア」（1973年）を口ずさんでいるのを聴き、同曲のレコードを購入したことを切っ掛けとして洋楽ミュージシャンへの興味が強くなり、さらにロックに傾倒することとなった。ロックに傾倒した池田は後にバンドを結成することになるが、バンドメンバーであった松岡基樹とは小学校4年生の時点で出会っていた。洋楽を愛好していた松岡との出会いにより、池田はカーペンターズの他にもビートルズ、またイエスやエマーソン・レイク・アンド・パーマーなどのプログレッシブ・ロックも聴くようになる。
この時期に池田は失恋した際にはビートルズの「アイ・ミー・マイン」（1970年）を聴き、NHK総合音楽番組『ヤング・ミュージック・ショー』（1971年 - 1986年）に出演したベイ・シティ・ローラーズの観客とのやり取りを見て感銘を受けるなど音楽に傾倒し、やがてバンド結成を決意するようになる。池田は松岡にバンド結成を持ちかけるも、すでに松岡はバンド活動を行っており、池田はそのバンドにドラムス担当として加入することとなる。しかしギターもマスターしたいという願望があった池田は松岡に教わることを忌避した結果、近所の公園でフォークソングを頻繁に演奏している先輩に声をかけ、バンバンの「『いちご白書』をもう一度」（1975年）を教わり生涯初めてギター演奏が出来る曲となった。バンド活動においてはリトル・フィートやデレク・アンド・ザ・ドミノスなどのコピーを行っていた。バンド名が松岡の発案により「オーダーメイド」と決定された矢先、NHK名古屋放送局制作のテレビドラマ『中学生日記』（1972年 - 2012年）の「中学生バンド特集」への出演依頼を受け、池田が作詞を行い松岡が作曲したオリジナル曲「人間のおろかさ」を演奏し出演を果たすこととなった。
その後池田は県内一の超進学校である愛知県立千種高等学校に進学。高校ではサッカー部に入部するも背中を痛め、激痛が続いたことから退部を余儀なくされる。サッカー部を退部した池田はディスコに通うようになりナンパに明け暮れる日々を送りながら、別の高校に進学した松岡とバンド活動を継続して行い、また後にROGUEに所属することとなるベーシストの西山文明ともセッションを行っていた。同校の文化祭において池田はレッド・ツェッペリンの「ロックン・ロール」（1972年）の演奏中にドラムソロを行ったことが校内で評判を呼び、近隣の高校生たちから「名古屋のコージー・パウエル」と呼ばれるようになる。また、サッカー部を引退した部員たちとディスコに入り浸っていた池田は、全員黒づくめの服装をしていたことで周囲から「暗黒軍団」と呼ばれるようになり、周囲の生徒たちから嫌われていたことを逆手にとって「暗黒軍団」の全員が生徒会に立候補し対立候補が存在しなかったために当選、リーダーであった池田は生徒会長を務めることとなった。

### 単身上京～remote結成
高校を卒業した池田は母親の助言から大学進学を決意、予備校に通いながら浪人生活を開始するが、とある宗教組織から派遣された謎の女性との交際に端を発し、それまで交際していた女性とは破局、最終的には宗教組織から派遣された女性とも破局、また原付バイクで事故を起こし入院することとなる。入院中に見舞いに来た高校時代の友人は、「お前は今から二年後に東京に行く。そして、今までとはまったく違うことをやり始める」と予言して病院を去った。後にその友人と電話で話したところ、友人は「悪かった。実は、なぜあんな話をしたか自分でもわからんのだ」と述べ、まるでイタコのような状態になっていたと述べた。その後模擬試験で偏差値70を得たことから大学に合格した気分になり、また実家が借金を負ってしまったことも影響し東京の大学に進学することが困難となった。それらの出来事が重なり、自暴自棄になっていた池田は大学進学をあきらめ水商売の世界に身を投じることとなる。その後同乗していた他人が運転する自動車が事故を起こし、再び入院生活を送る最中に「退院したら、東京に行ってロックバンドのヴォーカルになろう」と決意。退院から2週間後には東京行きの新幹線に乗っており、その時に池田はかつて見舞いに来た友人の予言通り、2年後に東京を目指していたことを自覚することとなった。
上京した池田は早速バンドを結成するも、メンバー内に同性愛者がいたことを切っ掛けとして解散。その後は音楽関係の友人から依頼がある度にライブでボーカルとして参加していた。東京での生活も1年に及んだころ、池田はアルバイトをクビになったために経験もないままにプログラマとして別の会社に就職。仕事も軌道に乗り順調に推移していたが、同時期にとあるロックコンテストにて池田の制作したデモテープが審査を通過。東京予選への出場を打診された池田は、御茶ノ水の楽器店にバンドメンバー募集の貼り紙を行い、集まったメンバーでバンド「HIP!」を結成、コンテスト本大会では準グランプリを獲得した。その後幾度かのバンドメンバーの変遷を経て、1987年1月にバンド名を「remote」に変更する。1988年5月からは、より世間にアピールするためという池田の提案により東京都渋谷区原宿の歩行者天国（通称：ホコ天）を中心にライブ活動を開始、これを切っ掛けとして池田は本名である「池田貴」から「池田貴族」へと改名することとなった。当初観客は10人程度しか集まらず、1988年8月のライブ中に演奏を聴かず目の前を通り過ぎる人々に憤慨し、「みんな! みんな、どうして聴かねえんだ! 俺の歌を! 俺が…俺が池田貴族だぁぁぁぁぁぁぁぁぁ!」と叫んだ直後に自身の中で何かが覚醒し、通りすがる人々に叫び続けた結果観客の人数が拡大して群衆と呼べる段階にまで達することとなった。池田はこの時「池田貴族」というキャラクターが誕生したと述べており、二週間後には会社に退職届を提出することとなった。その後池田の提案によりメンバー全員赤の衣装にすることとなり、これを切っ掛けとして観客動員数が急上昇、またライブ時の模様を撮影したブロマイドを販売したところ飛ぶように売れたという。

### 「いかすバンド天国」出演～メジャーデビュー
番組スタッフからの出演要請を受ける形で、1989年3月18日放送のTBS系バラエティ番組『平成名物TV』（1989年 - 1991年）内の1コーナーである「三宅裕司のいかすバンド天国」に出演。当日は収録会場であった日比谷シャンテに池田率いるremoteのみファンが集結、他のバンドはファンの集結などが全くなかったため、テレビ関係者を驚愕させたという。また、収録時に横柄な態度を取ったテレビスタッフに苛立ちを覚えた池田は、メイク直しのためにカメラを止めさせることや打ち合わせ中のチーフ・ディレクターに対し強引に話に割り込み注文を付けるなど強硬な態度で臨み、当初は池田の態度に憤慨したチーフ・ディレクターは後に「あのくらい強気でないとロッカーとは言えないんじゃないか」と考え直し、池田と懇意になった上に池田がホリプロと契約する切っ掛けを作った人物となった。その後も番組出演は継続していたものの、司会者や審査員に強硬な態度を取り続けた結果、remoteは「イカ天キング」どころかキングに挑戦するチャレンジャーとしても一度も選定されず一回戦敗退となった。しかし、視聴者投票による「在宅審査員賞」には選定されたほか、葉書による人気投票の集大成といえるコーナー「イカ天グラミー」のためにライブ時に聴衆に対して投票するよう呼びかけたところ、同コーナーにて投票数1位となった。その後動員数の増加に伴いremoteはホコ天でのライブ活動から引退する。
様々なプロダクションから契約の依頼がありブレイクの兆候を感じていた池田であったが、知り合いを代理人として立てた結果交渉は全く進まず、またアマチュアバンドでありながらライブ動員や自主制作テープの売り上げによって金銭的に問題を抱えていなかったことも影響し、1989年は何も決まらずに経過することとなった。その後池田自らが交渉を進めることを決意し、前述の「いかすバンド天国」のチーフ・ディレクターが仲介する形でホリプロと契約。1990年7月25日にワーナー・パイオニアよりリリースされたシングル「No!」でremoteはメジャー・デビューする。1か月後の8月25日にはファースト・アルバム『remote ancestors』をリリース、さらにそれから半年後の1991年2月28日にはライブ・ビデオ『アンセスターズ・リサイタル』をリリースした。メジャーデビュー前のアマチュア時代最後の公演は2千人規模の大ホールとなるMZA有明で行うなど当時のremoteは人気絶頂の最中にあったが、池田は自身の直観で「remoteは2年で解散することになる」と予測していたと述べている。remote以外での活動として、パフォーマンスという変名で同じく変名のメンバーであるコンセプト（みうらじゅん）、プレイヤー（和嶋慎治）とともに、「シーモンキーズ」を結成、インディーズレーベルより、カセットテープをリリースした。

### 心霊研究家として活動開始～remote解散
1990年末に知り合いの放送作家の仲介により、池田が出演していた北海道放送ラジオ番組のゲストとして霊能師として著名であった宜保愛子に対し出演依頼が行われ、数か月後に宜保はラジオ番組にゲスト出演することとなった。宜保からは事前に番組内では心霊に関するパフォーマンスは行わずトークのみでの出演という要請が行われていたが、放送当日に宜保は突然池田の祖父の霊視を始め、番組は宜保による霊視によって進行する事態となったが、元々宜保に興味を抱いていた池田はそのパフォーマンスに圧倒されたと述べている。その後前述の放送作家から連絡があり、フジテレビ系情報番組『おはよう!ナイスデイ』（1982年 - 1999年）に出演予定であった宜保が突如キャンセルになったことから穴埋めとして池田に対し出演要請が出され、霊視などできないと出演を断るも心霊スポット案内で構わないという放送作家の提案を受諾し番組に出演することとなった。このことを切っ掛けとして同様の番組出演依頼が続くようになり、テレビ朝日系『こだわりTV PRE★STAGE』（1988年 - 1992年）に2週連続で出演、同番組には心霊企画以外にもミュージシャンとして出演していたが、同番組への出演によって「池田貴族＝心霊」というイメージが世間に定着したと池田は述べている。その後もテレビ朝日系ワイドショー『トゥナイト』（1980年 - 1994年）出演時にインスタントカメラで撮影した際に霊と思しき者が写ったことなども影響し、数か月の間に心霊タレントと認知されるようになった結果、「心霊ミュージシャン」あるいは「ロック界の稲川淳二」などと呼称されるようになる。1992年春、当時池田が関心を持っていた霊能師の小白井誠一に対し、様々なテレビスタッフを通じコンタクトを取り対談を行ったところ、小白井が関与しているフジテレビ系テレビ番組『緊急スペシャル 超常現象をみた！』（1991年 - 1994年）の出演者が突如死亡したとの連絡があり、代役として当日その場にいた池田が後日出演することとなった。撮影当日、取材現場にて池田は両手を前に垂らした餓鬼のイメージを感じ取りスタッフに伝達したところ、その場所では妊婦が首つり自殺をした場所であったことが発覚、このことにより池田は自身が霊能力を持っていることを自覚し、「霊能力もある心霊研究家」として活動していくこととなった。
一方で音楽活動の方はバンドブームも完全に終了していた時期でもあり、また心霊タレントとして活動していた池田と他メンバーとの仕事量のバランスが崩壊しており、池田は他メンバーにそれぞれが活躍する場を持つようにアドバイスするも、メンバーからは池田の心霊関連の活動がバンド全体に悪影響を及ぼしていると指摘される。また、ファーストアルバムが想定よりも売れず、ライブの演出面において過剰な費用を費やしたことも影響した結果大赤字となり、2枚目のアルバム『TRUE COLOURS』（1991年）はファーストアルバムの3分の1の出荷数とされほとんどのレコード店の店頭には置かれない状態となった。これまでの経緯によりメンバー間の軋轢が生じる中、ホリプロから契約更新不可の通達が出される。その後にリリースされた3枚目のアルバム『CYLINDER』を受けたコンサートツアーにおいてライブの完成度にメンバーが全く無頓着であったことから池田は解散を決意、1992年5月19日の渋谷エッグマン公演を最後に活動休止となる。前述のライブが結果として最終公演となり、同年9月30日にremoteは解散することとなった。正式な解散コンサートなどは行われず、自然消滅の形となったことについて池田は「私にとって大いなる屈辱だった」と述べており、後悔の念は後々まで残っていたという。バンド解散後もソロアーティストとして活動は継続していたものの、結果としては心霊関連の仕事が多く舞い込むようになり、池田辰雄や西塔恵などの霊能力者と親交を持つようになる。その他、1994年12月にはECHOESの伊藤浩樹と「Holy Noiz」というユニットを結成、また自身の体験を再現したPlayStation用ソフト『霊刻 -池田貴族心霊研究所-』（2000年）にもプロデューサーとして開発に携わるようになる。

### がん発病と死去

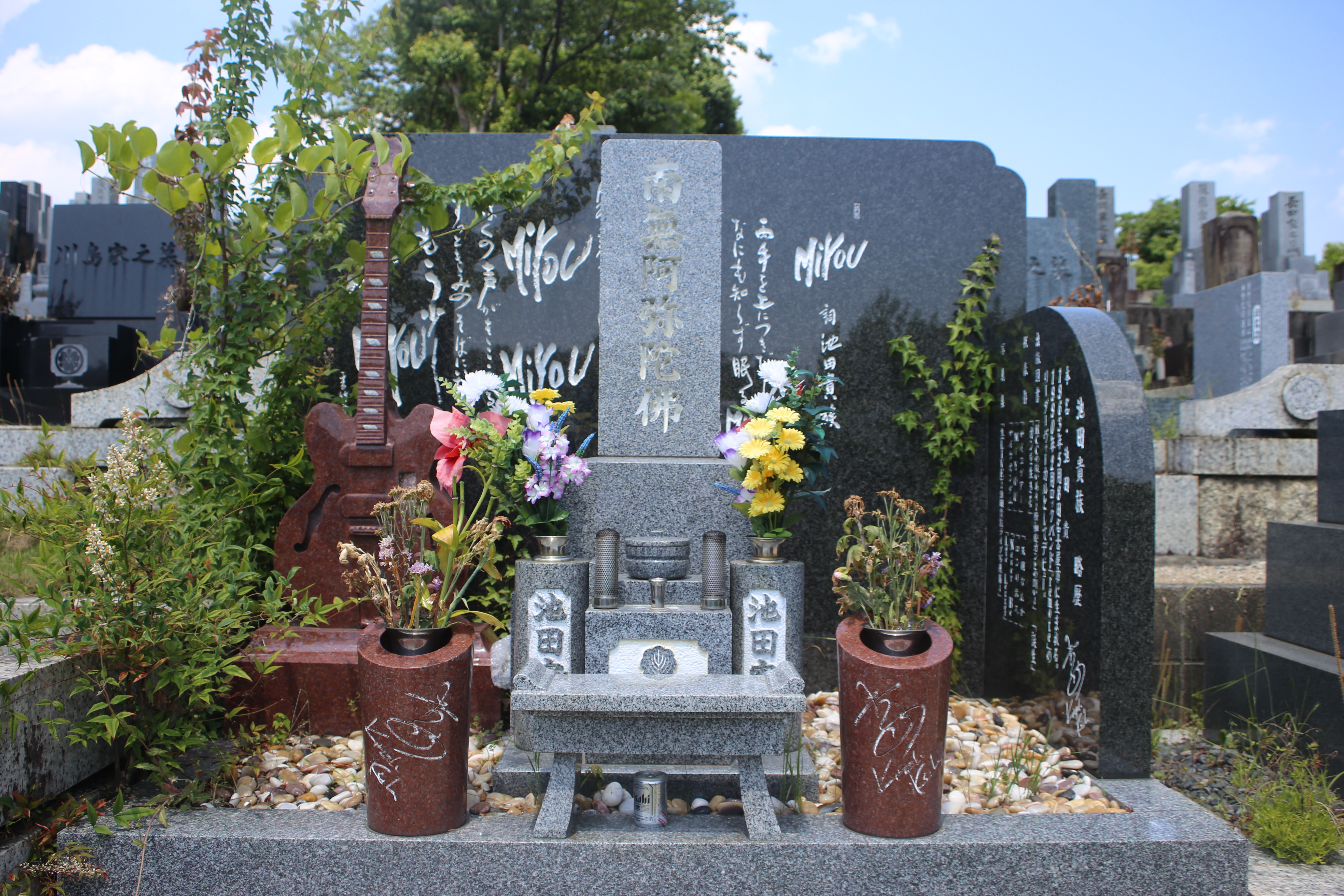
墓（平和公園本願寺名古屋別院墓地）

1996年11月に肝細胞がんであることを告白。母親から顔色の悪さを指摘されたことが切っ掛けとなり発覚し、同年11月6日に名古屋市の東海病院にて1回目のガン手術を受ける。1回目の手術では肝臓の4分の1を切除し手術は成功に終わった。以前より池田は自身の未来に対して予知能力のような「ビジョン」を思い描くことが出来ていたが、1996年以降の「ビジョン」は全く見えなくなっていたと述べている。1997年の段階で池田は生存しており、「人生が終わる」と予感していた池田は自身の予測が外れたと思っていたが、1999年の段階でも全く「ビジョン」が描けていないとも述べていた。また、池田がガンを告白したことで連絡があった中学校時代の同級生からは「俺は三十三歳以降は生きていないはずだ」「もし、三十三歳以降も生きていたら、それは自然の摂理に反していることだから自殺するよ」と池田がかつて述べていたことを指摘された。
1997年6月16日には当時池田が交際していた元レースクイーンの池田一美が妊娠していることが判明、同年7月7日に結婚することとなった。しかし8月には肝細胞癌が再発し2回目の手術を行い成功するも、以降抗がん剤の投与により2年間は子供を作ることができないと宣告される。1998年2月16日、長女である池田美夕が誕生。同年6月に3回目の手術を受け成功、9月にはトークショー「貴族～本当に大丈夫なのか～」に出演しその席でイラストレーターのみうらじゅんから池田のソロアルバム制作とライブ企画の予定が発表され、池田はアルバムのテーマを「娘、美夕へのメッセージ」に決定した。しかし12月には再発していたため抗がん剤治療の必要性が生じ、翌1999年の正月は名古屋の病院で過ごすこととなった。痛みが続く中、医師を説得してレコーディング開始から4日前に無理矢理退院。レコーディング当日、身体の痛みや倦怠感に苛まれた上に、3回に及ぶ開腹手術の影響で腹筋がなく腹式呼吸が出来ず歌える状態ではなかったが、いざレコーディングが始まると痛みは感じなくなり歌うことが出来るようになったという。また「天国なんか」という曲ではバックコーラスを池田の友人たちが務めており、いとうせいこうや泉麻人など総勢25名が参加し1テイクでOKが出るなど予想以上の仕上がりとなり、レコーディングはわずか1週間で終了することとなった。池田はこの奇跡的なレコーディングを経て「音楽は神なのだ」と考えるようになり、自身の病気にも奇跡が起きるのではと思っていた矢先、病院の検査で肝臓のガンが半分になっていることを告げられる。
レコーディング終了から2か月後、池田は4回目の手術を行い転移していた右肺の3分の1を摘出することとなった。その翌月となる4月に池田はアルバム『MiYOU』およびマキシシングル「MiYOU」をリリース。4月28日にはみうらプロデュースの下でソロ・ライブ「貴族～本当に歌えるのか!?～」を敢行、1曲目は解散ライブを行えなかったremoteに対するけじめとして、当時の赤い衣装に身を包み「池田貴族」としてremoteの曲を歌唱した。1曲目終了後には赤い衣装から白いセーターにジーンズに着替えて今度は「池田貴」としてソロ・アルバムの曲を歌唱、この時池田は「貴族」と「貴」が同一になり本当の「池田貴族」というキャラクターに生まれ変わる感覚を覚えたと述べている。さらに自身がこれまでダークな物への興味から心霊の暗い側面にのみ着目していたことに気が付き、当日は観客の魂によって歌うことが出来ていると考えた結果、「霊とはもっと神々しいものなのではないか」と霊に対する概念が180度変化したと述べている。5月30日には池田の希望によりがん遺児のためのチャリティ・ライブ「貴族大生前葬」が名古屋にて敢行され、同ライブには池田の高校の先輩に当たる俳優の舘ひろしがスペシャル・ゲストとして参加した。途中で大槻ケンヂとのデュエットを挟み、最後の曲「天国なんか」ではバックコーラスとして千種高校の生徒160人が参加した。池田はライブ終了後に「ライブをやる前は、これで死んでもいいと思っていたけど、終わってみると、またやりてぇな、と」とコメントした。
しかし12月25日午前3時35分、肝細胞癌のため名古屋市内の病院にて死去。36歳没。池田は「どうしても娘が3歳になるまでは生きなければいけない。3歳になれば、覚えていてくれる」と述べていたが、娘の美夕はまだ1歳10カ月であり「娘が3歳になるまで生きる」事は叶わなかった。「行かなくてもいいんじゃないか。ずっと一緒にいたいんだ」が最期の言葉だった。同年には池田がファンであった中日ドラゴンズがリーグ優勝し、優勝決定試合後のビールかけに参加していた。葬儀は12月27日に名古屋市千種区の大乗寺大乗殿で執り行われ、花園ラグビー場では池田の母校である愛知県立千種高校が全国高校ラグビー大会の初戦である1回戦を迎え、出棺直前に現地から1回戦勝利の報告が入った。法名は貴尊院釋龍音。その後、池田の柩は八事霊園斎場で火葬され、遺骨は翌2000年3月頃に平和公園へ納骨されたという。墓は西別院の区画に建てられている。

## 人物

### 少年時代
幼少の頃に新しい土地に転居した池田は、近所の公園で同年齢の子供たちに仲間入りしようとするも、リーダー格の子供から「三輪車を持っていない」という理由で仲間に入れてもらえず、ようやく両親から三輪車を与えられたものの「三輪車にブザーが付いていない」「三輪車の色が気に入らない」と言われた池田はその子供を殴打し、翌日から代わりに子供たちのリーダーになった。池田は自身のことを「まだ三歳ながらに非常に気が強く自立心のある子供だった。これはふたり兄弟の長男であることが少なからず影響している」と述べている。また、池田が二歳の時に弟が誕生し、母親は弟の世話に忙しく甘えることが出来なかったことから、「気が強くしっかりした性格となった」「親が弟ばかりかわいがるのでひねくれた性格も加わった」と述べたほか、「一人前で強い自分であり続けるために、常に誰かの上に君臨していなければと思うようになっていく」とも述べている。四歳で幼稚園に入園した際も初日は大人しい態度を貫き、初日にリーダー格となった子供と翌日に喧嘩し泣かせたことで池田がリーダーとなる。これは、前述の公園での経験から池田が学んだ方法であり、一人ずつ喧嘩をするよりもリーダー格の人物を倒す方が効率的であるとして、池田は「四歳にして、気が強いだけではなく、知能犯でもあった。さらには、すでに合理主義者であったとも言える」と述べている。
幼少期は親への反発心が強く、親に促されて帰宅しようとする同級生を制止、「親の言うことを聞いてるような奴はロクな人間にならん」と本気で考えていたと池田は述べている。名古屋市立高見小学校に入学した池田はいつしか「ガキ大将」となっており、自身が所属する学級のリーダーになるだけでは飽き足らず、隣の学級の生徒に対し暴行や備品の破壊などを行ったほか、自身の弟に対しても池田の同級生と喧嘩をさせることやテストの点数が悪いことを理由に暴行を加えることなどを繰り返し、当時の池田は弟を鍛えているつもりであったが後に完全ないじめであったと認め、「まったくひどい兄だった」と述懐している。また同学級の弱者に対してあだ名をつけたことを切っ掛けとして、同学級の他の男子や女子に対しても同様の行為を行うようになり、女子からは完全に嫌悪され無視されるようになった。また、同級生の大部分が特定の生徒をからかっていることが担任教師に発覚し、道徳の授業時間に担任からいじめ問題について問われた同級生は皆一様に池田が原因であると告白。池田から被害を受けた同級生が次々に告白する事態となったが、担任教師による「ガキ大将と真のリーダーは紙一重の差」「（池田を）優秀なリーダーへの道を歩むようにしてやるのが一番良い解決方法だと先生は思う」との言葉に池田は感激し、また同日の夕方に同級生の一人が母親とともに池田の自宅を訪れ、池田を裏切る発言をしたことに対して謝罪されたことなどを受け自身の行いを深く反省するも、「これからは表立ったガキ大将は返上して、黒幕になってやろう」という結論に至る。池田は後にこの結論に至ったことに関して、「まったく救いようのないガキである」と述べている。池田は学業の成績も良かったため近所では「神童」と呼ばれており、スポーツも野球部やサッカー部に所属するなど万能であったが、親や教師からは「なぜ裏の道を歩もうとするのか?」と問われていたという。

### 霊能力について
池田が心霊関連の仕事に携わるようになった切っ掛けは、remote所属時代にファンの一人が購入したブロマイドが原因であると述べている。ファンの女性が池田の下に1枚のブロマイドを持参し、歌唱する池田を捉えた写真の左下に人の顔のようなものが写っていると指摘、それを見た池田は恐怖のあまり思わずブロマイドを投げ出してしまったという。そこに写っていたのは長髪の中世の外国人女性のようであり、笑みをうかべた口元からは舌が不自然に長く耳元まで伸びているものであった。池田にとってはこれが初めて見た本物の心霊写真であり、この写真を切っ掛けとして2年後にテレビ番組の心霊企画に出演することになったと述べている。
池田は霊能師の能力は全能ではなく、野球に例えれば「3割バッター」のようなものであり3割以上当てることができれば「超人的と言ってよいと思う」と述べている。また霊能師は嘘や見栄ではなくサービス精神から実力以上に振舞ってしまうことがあると指摘した上で、霊能師を盲目的に信用するべきではないがインチキであるとも決めつけずに「その霊能師の言動のうち、どのへんまでが信憑性があるのか」を見極めるべきであると述べている。池田は幼少の頃より心霊関連の書籍などを好んで読んでいたが、心霊に対しては「まずは否定していって、どうしても理屈のつかないことだけを心霊現象として認める」というスタンスで臨んでおり、自身に霊能力があることを自覚した後も霊能師にはなりたくないことから「霊能力のある心霊研究家」としての立場を貫いたと述べている。心霊を扱ったテレビ番組には肯定的な立場であったが霊を茶化す行為に関しては否定的であり、茶化すのではなく怖がらせる方がより高度なエンターテインメントであると述べている。また、霊能師のパフォーマンスとの差別化を図るため、池田は本の執筆やビデオおよびCD制作を行い心霊研究家として表現していくことになったと述べている。池田は「霊能師にはボランティア精神が必要だ」との自説を述べた上で、霊能師が料金メニューを設定してビジネス化していることに関しては相談者側にも問題があり、「高いお金を払わないと効いた気がしない」という傾向が強いことから両者に問題があると指摘している。そして相談者には「何でも霊のせいにするのはやめなさい」という警告を発し、相談者に霊に関する問題がなければはっきりと「関係ない」と告げることが「良心」であると主張している。

### 家族、交友関係
1997年7月7日に元レースクイーンであった池田一美と結婚。1998年2月16日には長女である池田美夕が誕生。美夕は後にアイドルグループであるスラッガーズの結奈として活動している。
X JAPANのギタリストであったhideとはアマチュア時代から交友があり、飲み会で泥酔した池田がトイレでうずくまっていたところ、「きぞぴー、だいじょうぶ?」と声をかけてきたことに対し、池田は「気づいて、心配してわざわざ見にきてくれたのだ。そんなやさしいところのある男だった」と述べている。最後のソロ・アルバム『MiYOU』においてプロデュースを担当したみうらじゅんやアルバムに参加したミュージシャンの松岡基樹とも交友があり、またアルバム収録曲「天国なんか」のバックコーラスには池田の友人として、タレントのいとうせいこうや作家の泉麻人のほか、女優の伊藤かずえや俳優の鶴見辰吾、声優の神谷明、プロレスラーの佐々木健介などが参加している。remote所属時代に売り上げが上がらず、バンド活動が停滞していた時に業界不振に陥り与えられた仕事に対して愚痴ばかり言っていた池田に対し、みうらは「まわりに、ろくなのがいないと嘆くのは、己れ自身が、ろくなのじゃないからだ」と指摘、さらに「まわりが、バカばっかりだっていうことは、俺のこともバカにしていることになるんだぞ。俺は、バカじゃない」と発言、これを受けて池田は「普段、バカ話しかしないみうら氏から言われた、真面目なひとことは、私の目を覚ますに、あまりある言葉であった」と述べ猛省したという。

### 公式サイト
池田の公式サイトである『池田貴族心霊研究所』は1996年に設立されており、池田がプログラマを職としていたこともあり芸能界の中でもかなり古参となっている。しかし池田が再発したガン治療のため入院したことからサイト運営が困難となり、PlayStation用ソフト『霊刻 -池田貴族心霊研究所-』（2000年）の発売元であるメディアファクトリーに管理を依頼することとなる。同ゲームソフト発売後も同社のスタッフによって運営は行われていたが、2001年12月26日をもってトップページは白一色の背景の上にサイト閉鎖の報告が表示されるようになり、1年後には「kizoku.com」のドメインごと消去される形となった。その後掲示板やメールフォーム、ゲームソフトの販促ページなどを省略する形で同サイトはミラーサイト化され、管理者のいないまま20年以上が経過した後にもサイトが現存する珍しいケースとなっている。

## 作品

### シングル
- GET DOWN TO… / TAKEITEZ（1995年11月22日） - Holy Noiz[注釈 1]名義。
- MiYOU / 天国なんか / Open your heart（1999年4月21日）

### アルバム
- 無我（1996年5月22日） - Holy Noiz名義。
- 心霊貴族～霊能者への道～（1998年7月1日）
- PSYCHO TOUR（サイコツアー）（1998年7月1日）
- サイケガンダム～逆襲のフォウ～（1999年4月2日）
- MiYOU（1999年4月21日）

### ビデオ
- 池田貴族 心霊救済バイブル 序章（1996年）
- 池田貴族 心霊救済バイブル 第弐章（1996年）
- 池田貴族の怨霊写真（1997年）
- 貴族 歌えました! ～MiYOU～（1999年）

## 出演

### テレビドラマ
- 世にも奇妙な物語「あの世への伝言サービス」（1991年、フジテレビ系)
- 世にも奇妙な物語「大蒜」（1991年、フジテレビ系）
- 半熟卵（1994年、フジテレビ)
- もう我慢できない!（1996年、フジテレビ）
- 警部補・古畑任三郎「さよなら、DJ」（1994年、フジテレビ） - 声の出演
- 古畑任三郎「VSクイズ王」（1996年、フジテレビ）

### バラエティー番組
- なごやかホルモン（1993年、CBCテレビ）
- 失恋レストラン（1994年、関西テレビ）
- 脳みその具（1996年、テレビ東京）
- チューンナップ少年団（1990年、テレビ東京）

### オリジナルビデオ
- ジャック パチスロ闇の帝王2（1993年）
- コスプレ戦士 キューティ・ナイト Version1.0（1995年） - 出演・音楽
- コスプレ戦士 キューティ・ナイト Version1.3（1995年） - 出演・音楽

### コンピュータゲーム
- ムーンクレイドル（1996年、パックインビデオ、3DO用ソフト）
- 霊刻 -池田貴族心霊研究所-（2000年、メディアファクトリー、PlayStation用ソフト） - 出演・プロデュース

## 書籍

### 著書

#### 池田貴族
- 浮世供養 さらば、青春の日々（1993年、海越出版）ISBN 4876971668
- 池田貴族　戦慄の心霊写真集（1995年、竹書房）ISBN 4884758625
- 池田貴族の心霊通信（1996年、ごま書房）
- 関東近郊ミステリースポット紀行（1998年、ベストセラーズ）ISBN 458430582X
- 池田貴族のTVで話せなかった超怖い話（1998年、竹書房）ISBN 4812404177
- G1GRANDPRIX 最強モビルスーツ決定バトル（1999年、ベストセラーズ）ISBN 4584185034
- 霊的告白（2000年、メディアファクトリー）ISBN 484010140X

#### 池田貴
- HCCの疑いあり～肝細胞ガンとの闘い～（1997年、幻冬舎）ISBN 4877281819
- 誕生（1998年、幻冬舎）ISBN 4877282211
- ガンを生きる ミュージシャンの孤独な闘い（「HCCの疑いあり」文庫版）（1999年、幻冬舎）ISBN 4877287922
- ガンを生きる 2（「誕生」文庫版）（2000年、幻冬舎）ISBN 4877288368

### 写真集
- 生(LIVE) - 池田貴族ライブ写真集（1999年、ビブロス）ISBN 4882714515

### 関連書籍
- 池田貴族大生前葬LIVE（1999年、名古屋流行発信）ISBN 4890400281

### コミック
- 池田貴族の心霊ファイル（1997年、秋田書店）ISBN 4253129110